# 요안니스 말로키니스
요안니스 말로키니스(그리스어: Ιωάννης Μαλοκίνης, 1880 ~ 1942)는 그리스의 수영 선수이다. 그는 아테네에서 열린 1896년 하계 올림픽에 참가했다.
말로키니스는 100m 해군 자유형 경기에 참가했다. 3명의 참가자 중에서 2분 20초 4의 기록으로 1위를 차지했다. 이 기록은 일반 100m 종목에서 알프레드 하요스가 세운 1분 22초 2보다 1분 가까이 느린 기록이다.